# Cyrtopholis palmarum
Cyrtopholis palmarum là một loài nhện trong họ Theraphosidae.
Loài này thuộc chi Cyrtopholis. Cyrtopholis palmarum được miêu tả năm 1945 bởi Schiapelli & Gerschman.